# Honduras thuộc Anh
Honduras thuộc Anh là thuộc địa Vương quốc Anh trên bờ biển phía đông của Trung Mỹ, phía nam Mexico, từ 1862 đến 1964, sau đó là thuộc địa tự quản, đổi tên thành Belize vào tháng 6 năm 1973, cho đến tháng 9 năm 1981, khi nó giành được độc lập hoàn toàn Belize. Honduras của Anh là thuộc địa lục địa cuối cùng của Vương quốc Anh ở châu Mỹ.
Thuộc địa phát triển từ Hiệp ước Versailles (1783) giữa Anh và Tây Ban Nha, cho phép người Anh cắt gỗ tròn giữa sông Hondo và Belize. Các ước của London (1786) mở rộng nhượng bộ này bao gồm khu vực giữa Belize và sông Sibun. Năm 1862, khu định cư Belize ở vịnh Honduras được tuyên bố là thuộc địa của Anh có tên là Honduras của Anh, và đại diện của Vương quốc Anh được nâng lên một vị phó toàn quyền, trực thuộc Toàn quyền Jamaica.